# Jean-Rosière-Eugène Arnaud
Jean-Rosière-Eugène Arnaud (Burzet, 6 febbraio 1904 – Seno, 11 settembre 1972) è stato un missionario e vescovo cattolico francese.

## Biografia
Entrò nella Società per le missioni estere di Parigi e fu ordinato prete nel 1928.
Missionario in Laos, nel 1950 fu nominato prefetto apostolico di Thakheh: la prefettura fu elevata a vicariato apostolico con il nome di Savannakhet nel 1958 e Arnaud fu nominato vicario e innalzato all'episcopato.
Fondò la congregazione indigena delle Figlie di Maria della Croce.
Lasciò la guida del vicariato nel 1971 e si spense l'anno successivo.

## Genealogia episcopale e successione apostolica
La genealogia episcopale è:
- Cardinale Guillaume d'Estouteville, O.S.B.Clun.
- Papa Sisto IV
- Papa Giulio II
- Cardinale Raffaele Riario
- Papa Leone X
- Papa Paolo III
- Cardinale Francesco Pisani
- Cardinale Alfonso Gesualdo
- Papa Clemente VIII
- Cardinale Pietro Aldobrandini
- Cardinale Laudivio Zacchia
- Cardinale Antonio Barberini, O.F.M.Cap.
- Cardinale Marcantonio Franciotti
- Cardinale Giambattista Spada
- Cardinale Carlo Pio di Savoia
- Arcivescovo Giacomo Palafox y Cardona
- Cardinale Luis Manuel Fernández de Portocarrero-Bocanegra y Moscoso-Osorio
- Patriarca Pedro Portocarrero y Guzmán
- Vescovo Silvestre García Escalona
- Vescovo Julián Domínguez y Toledo
- Vescovo Pedro Manuel Dávila Cárdenas
- Arcivescovo Domingo Pantaleón Álvarez de Abreu
- Arcivescovo Manuel José Rubio y Salinas
- Vescovo Manuel de Matos, O.F.M.Disc.
- Vescovo Juan de La Fuente Yepes
- Vescovo Pierre Brigot, M.E.P.
- Vescovo Luigi Maria di Gesù Pianazzi, O.C.D.
- Vescovo Antonio (Pietro d'Alcántara di San Antonio) Ramazzini, O.C.D.
- Vescovo Raimondo di San Giuseppe Boriglia, O.C.D.
- Vescovo Louis-Charles-Auguste Hébert, M.E.P.
- Vescovo Clément Bonnand, M.E.P.
- Vescovo Etienne-Louis Charbonnaux, M.E.P.
- Arcivescovo François-Jean-Marie Laouënan, M.E.P.
- Arcivescovo Joseph-Adolphe Gandy, M.E.P.
- Vescovo Émile Marie Luc Alphonse Barillon, M.E.P.
- Vescovo René-Marie-Joseph Perros, M.E.P.
- Vescovo Claudius-Philippe Bayet, M.E.P.
- Vescovo Jean-Rosière-Eugène Arnaud, M.E.P.

La successione apostolica è:
- Vescovo Jean-Pierre Urkia, M.E.P. (1967)
- Vescovo Pierre-Antoine-Jean Bach, M.E.P. (1971)